# فرضية الوحدة الشعاعية
فرضية الوحدة الشعاعية (بالإنجليزية: Radial unit hypothesis)‏ هي نظرية مفاهيمية لتطور القشرة الدماغية، وصفها باسكو راكيتش أول مرة. تنص فرضية الوحدة الشعاعية على أن القشرة الدماغية تتطور خلال التكوين الجنيني كمجموعة من الأعمدة القشرية المتفاعلة، أو «الوحدات الشعاعية»، التي تنشأ كل منها من طبقة خلايا جذعية عابرة تسمى المنطقة البطينية، التي تحتوي على خلايا جذعية عصبية تعرف باسم الخلايا الدبقية الشعاعية.

## التطور القشري
أدت الطبيعة المتكررة للقشرة الدماغية، بمعنى أنها مجموعة واسعة من الدوائر الوظيفية المتكررة، إلى فكرة أن التطور القشري يحكمه آليات تنظم إضافة الأعمدة القشرية، مما يتيح مجالات وظيفية إضافية لتصبح متخصصة ومدمجة في الدماغ. يُعتقد أن إضافة وحدات شعاعية جديدة تعتمد على التحكم في دورة الخلية (تكاثر) الخلايا الجذعية القشرية المبطنة للجهاز البطيني في المنطقة البطينية والحيز تحت البطيني.

## بروتوماب
ترتبط فرضية «البروتوماب» ارتباطًا وثيقًا بفرضية الوحدة الشعاعية، التي تنص على أن الهُوِيَّة البدائية لكل منطقة وظيفية من القشرة الدماغية يتم ترميزها داخل الخلايا الجذعية القشرية قبل تكوين الطبقات القشرية. داخل كل وحدة إشعاعية نامية، تؤدي عملية التكوين العصبي إلى ظهور ما بعد الانقسام. الخلايا العصبية القشرية (غير مقسمة)، التي تبدأ عملية الهجرة العصبية الإشعاعية من المنطقة البطينية والحيز تحت البطيني المجاورة لتشكيل الصفيحة القشرية بالطريقة الكلاسيكية «من الداخل إلى الخارج» بدءًا من الطبقات القشرية العميقة. بمجرد تحقيق وجهتها النهائية، تبدأ الخلايا العصبية القشرية في تكوين دوائر مع الخلايا العصبية القشرية وغيرها من الخلايا الفرعية، يحدث بعض التشتت الجانبي الموضعي خلال تطور العمود القشري في الفأر، ولكن درجة التشتت تخضع للتنظيم الجزيئي ويمكن أن تختلف فعلًا حسب الأنواع.

## مبادئ التنمية
تمثل فرضية الوحدة الشعاعية والبروتوماب معًا مبدأين أساسيين لتطور القشرة الدماغية المبكرة. بعد وصول الخلايا العصبية إلى الصفيحة القشرية، تحكم العمليات الأخرى - ولا سيما العمليات المعتمدة على النشاط - نضج الدوائر القشرية.